# Шуа-Иснари
Шуа-Иснари (груз. შუა ისნარი) — село в Грузии, на территории Озургетского муниципалитета края (мхаре) Гурия.

## География
Село находится в западной части Грузии, на левом берегу реки Супсы, на расстоянии приблизительно 9 километров (по прямой) к северо-востоку от города Озургети, административного центра муниципалитета. Абсолютная высота — 84 метра над уровнем моря.

## Население
По результатам официальной переписи населения 2014 года, в Шуа-Иснари проживало 293 человека (148 мужчин и 145 женщин). В национальной структуре населения грузины составляли 100 %.
| Год  | Население, человек |
| ---- | ------------------ |
| 2002 | 375                |
| 2014 | ↘ 293              |